# Ferrari 328

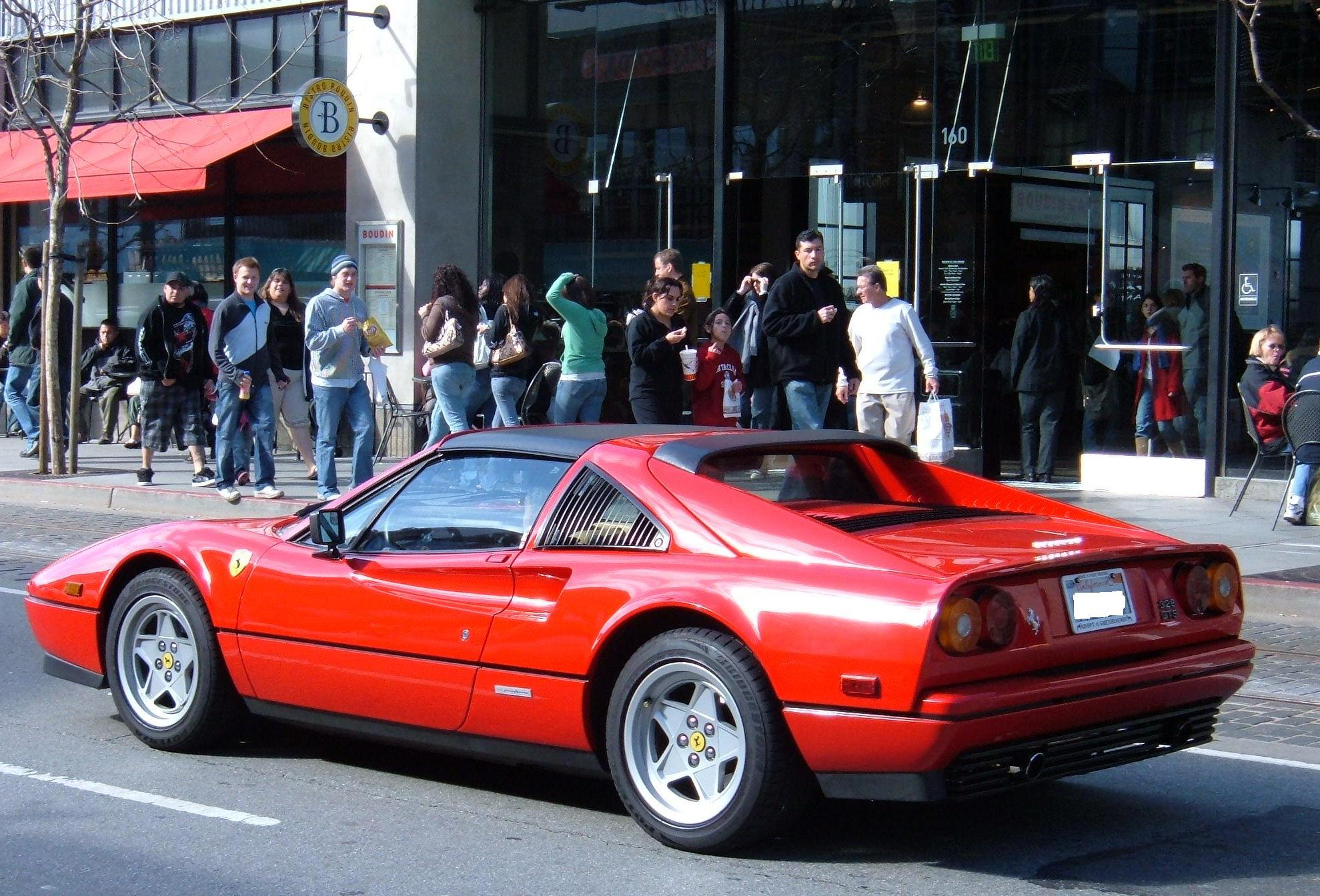
Ferrari 328 GTS

Ferrari 328 – model marki Ferrari produkowany od 1985 do 1989 roku następca modelu 308 i poprzednik nowszej serii 348. Ten model Ferrari był jednym z pierwszych, który umożliwiał łatwą sportową jazdę bez konieczności posiadania znacznych umiejętności w kierowaniu sportowym autem. Moc jaką rozwijała jednostka V8 o pojemności 3185 cm³ była równa wartości 270 KM, dzięki niskiej masie własnej osiągi były wystarczające jak na ten segment aut w tamtym okresie.

## Dane Techniczne
- Silnik: V8, 32 zawory, umieszczony centralnie
  - Pojemność skokowa: 3186 cm³
  - Średnica cylindra x skok tłoka (mm): 83 x 73,6 mm
  - Moc kW (KM): 201 kW (274 KM) przy 7000 obr./min
  - Maksymalny moment obrotowy: 304 Nm przy 5500 obr./min
  - Stopień sprężania: 9,8:1
- Skrzynia biegów: 5-biegowa manualna, RWD
- Układ hamulcowy: wentylowane hamulce tarczowe na obydwu osiach
- Zbiornik paliwa: 74,1 l
- Przyśpieszenie 
0 – 100 km/h: 6,4 s
- Prędkość maksymalna (km/h): 263 km/h